# Antonio Wong Rengifo
Antonio Wong Rengifo (n. Iquitos, Perú, 5 de marzo de 1910 — 1965) fue un director de cine, fotógrafo, guionista y productor peruano. Es considerado como el pionero de la cinematografía amazónica en Iquitos y la selva loretana. Destacó por ser uno de los hombres más representativos de la cultura amazónica, y su talento polifacético en su lenguaje fílmico.

## Biografía
Nació en Iquitos, hijo de dos inmigrantes. Su padre era un comerciante cantonés que quería que su hijo fuese un afinador de violines, y su madre era una distinguida dama moyobambina. Desde muy joven, estuvo interesado en la actividad artística, especialmente en la música y la fotografía.
Alrededor de los años 1920, inicia una aventura para encontrarse con la cinematografía. Su padre deseaba que aspirase para comerciante, sin embargo, la pasión de Wong por el cine le condujo a sacar una cierta cantidad de dinero del negocio de su padre para comprar una máquina fotográfica. En 1924, viajó a Europa para aprender más sobre su vocación, y al regresar a Iquitos puso en practica la técnica y su talento para reflejar la cultura amazónica. Hasta 1928, instaló su primer estudio cinematográfico Foto Wong, y adquirió su primer proyector de película de 35 mm, y partir de aquí, empieza sus experimentos fílmicos.
Desde los años 1930, produce Frente del Putumayo (1932), Sepelio del Sargento Fernando Lores (1933) y Inauguración del Municipio (1943). En 1936, produce Bajo el sol de Loreto, uno de los hitos cinematográficos en la Amazonía. Su calidad en color, y en pantalla ancha. Para llegar a este resultado, Wong experimentó mucho con rollos de 35 mm, hasta llegar a sentirse listo para filmarla. El filme fue rodado en Iquitos y el río Napo en 1935, con un argumento ambientado en la época del caucho. La protagonista del filme fue interpretado por Deidamia Pinedo Diaz (quien falleció un año después de ser estrenada). Por motivos presupuestales, Wong hizo de diferentes papeles en la producción como guionista, camarógrafo, productor, montajista y difusor.
En 1951, presentó en Lima su muestra Conozca Loreto: exposición fotográfica de la Selva del Perú, compuesta por fotos de flora y fauna, atardeceres, soles nacientes y retratos tomados en Loreto en los años 40.
Más allá de los años cuarenta, Wong filmó Luces y sombras de Loreto y Policromías loretanas, ambas en colores. En octubre de 1957, Wong inicia la producción de una película, el cual incluía a la actriz mexicana Amalia Aguilar, para mostrarlo en la Primera Feria Internacional. Sin embargo, un incendio redujo el estudio de Wong, y nunca pasó a salas cinematográficas.
En 1965, murió Wong Rengifo súbitamente, dejando una gran colección de películas en la historia amazónica y del Perú.

## Legado
La influencia de Wong Rengifo en el cine amazónico es importante. Bajo el sol de Loreto y así como alguna de las cámaras con que Wong hizo sus filmaciones fueron donadas por su viuda Juana Ferreira a la Biblioteca Amazónica, donde actualmente pueden ser ubicadas. Sin embargo, la cinta se encontraba en un estado delicado debido al humedad y el descuido. Finalmente en 2024, Bajo el sol de Loreto fue restaurada y reconstruida por el Archivo Peruano de Imagen y Sonido y proyectada en el Festival de Cine Mudo de Pordenone en Italia junto a otras dos películas silentes peruanas: Luis Pardo (1927) y el cortometraje Captura del bandolero Andrés Ramos (1933).
En agosto de 2010, el Instituto Nacional de Cultura presentó Luces y sombras del paraíso: Loreto en la fotografía de Antonio Wong Rengifo, que reunía una cantidad de fotografías de Wong Rengifo, y la arte de Loreto. El evento fue presentado en el Centro Cultural Infantil Irapay en la calle Ricardo Palma 192, en Iquitos, y estuvo abierta hasta el 17 de agosto del mismo año.

## Filmografía
- Frente del Putumayo (1932) de Antonio Wong Rengifo.[1]
- Sepelio del Sargento Fernando Lores (1933) de Antonio Wong Rengifo.[1]
- Bajo el sol de Loreto (1936) de Wong Rengifo.[1][5][4]
- Luces y sombras de Loreto (1941) de Wong Rengifo.[1]
- Inauguración del Municipio (1943) de Wong Rengifo.[1]
- Amazonía peruana (1945) de Wong Rengifo.
- Conozca Loreto (1950) de Wong Rengifo.